# Syhem Belkhodja
Syhem Belkhodja, née en 1964, est une danseuse, chorégraphe et organisatrice d'événements culturels tunisienne.

## Biographie
Syhem Belkhodja fait de la danse depuis son enfance, d'abord en Tunisie, au Conservatoire national de musique et de danse de Tunis, puis dans des stages offerts par les Instituts français de la coopération ou l'American Center. Elle obtient aussi des bourses aux États-Unis, en particulier dans les compagnies de Martha Graham, Alvin Ailey et Elisa Monte (en), ainsi qu'en Italie et en Allemagne de l'Est.
Elle anime ensuite dans les années 1980, sur la télévision tunisienne, une émission consacrée à la danse, mais qui est aussi un cours de stretching, et d'aérobic. Ce passage à la télévision lui donne une certaine notoriété en Tunisie. Elle fonde également le Syhem Ballet Théâtre en 1985. Cette école forme de jeunes danseurs, comme par exemple Oumaïma Manaï.
En 2002, elle fonde l'association d'artistes Ness el Fen (Les Gens de l'art). Cette association de promotion de l'art est à l'origine de la création de trois évènements en Tunisie : les Rencontres chorégraphiques de Carthage (lancées en 2002), Doc à Tunis (rencontres internationales du film documentaire fondées en 2006) et Design et mode à Carthage (fondé en 2009),,,,,.
À partir de 2018, elle codirige le nouveau centre chorégraphique de la danse à l'Opéra de Tunis.

## Décorations
- Chevalière de la Légion d'honneur (24 août 2020)[10].